# Стародубовка (Мангушский район)
Староду́бовка (укр. Стародубівка) — село на Украине, находится в Мангушском районе Донецкой области.
Код КОАТУУ — 1423986601. Почтовый индекс — 87410. Телефонный код — 6297.

## География
Село расположено на берегу реки Каратыш в 46 км от железнодорожной станции Камыш-Заря.  Территория села граничит с землями Бердянского района и Запорожской области.  Расстояние до Мангуша составляет около 22 км и проходит преимущественно по автодороге E58.

## История
Село было основано в 1830 году дунайскими казаками. Село было станицей Стародубовской в Азовском казачьем войске в 1831—1864 годах. До 1920 года называлось Коротыш. В марте 2022 года село было оккупировано НМ ДНР в ходе полномасштабного вторжения России.

## Известные уроженцы
В селе родился Московченко Григорий Савельевич — Герой Советского Союза.

## Население
- 1859 — 934 чел.
- 1897 — 905 чел. (перепись), православных — 894 (98,8 %)
- 1908 — 933 чел.
- 1970 — 1 045 чел.
- 1976 — 1 082 чел.
- 2001 — 788 чел. (перепись)

В 2001 году родным языком назвали:
- украинский язык — 651 чел. (82,61 %)
- русский язык — 135 чел. (17,13 %)
- молдавский язык — 1 чел. (0,13 %)

## Адрес местного совета
87410, Донецкая область, Мангушский район, с. Стародубовка, ул. Мира, 38